# Drozdowycia
Drozdowycia (ukr. Дроздовиця) – wieś na Ukrainie, w obwodzie czernihowskim, w rejonie czernihowskim, w hromadzie Horodnia. W 2001 liczyła 454 mieszkańców, spośród których 441 wskazało jako ojczysty język ukraiński, 10 rosyjski, a 3 białoruski.